# Mania (mytologi)
Mania eller Manea var dödens gudinna i etruskisk mytologi. Hon associeras med de obskyra romerska gudarna Mana Genita och Manius och antas vara samma gudom som den romerska Larernas Moder. Hon ingick även i romersk och grekisk mytologi. 
Hon härskade över underjorden tillsammans med Mantus, och beskrivs som mor till spöken, de odöda, nattens andar, manerna och larerna. Hon beskrivs av både etrusker och romare som andarnas och kaosets gudinna. I grekisk mytologi är hon de psykiska sjukdomarnas gudinna.